# 岩本平蔵

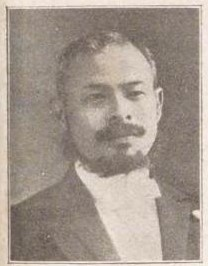
岩本平蔵

岩本 平蔵（平藏、いわもと へいぞう、1869年12月5日（明治2年11月3日）- 1924年（大正13年）6月15日）は、明治から大正期の実業家、政治家。衆議院議員。

## 経歴
大和国吉野郡、現在の奈良県吉野郡上北山村で、岩本武平の三男として生れ、1876年（明治9年）1月、岩本金平の養子となり、1888年（明治21年）5月に家督を相続した。漢籍を修め、その後、数学、森林学などを学んだ。
材木業を営む。北山銀行重役、芳南木材会社重役、吉野北山郷材木同業組合長、地方森林会議員などを務めた。
政界では、吉野郡会議員、奈良県会議員、同参事会員、同副議長を務めた。1912年（明治45年）5月の第11回衆議院議員総選挙で奈良県郡部から立憲政友会所属で出馬して初当選。1915年（大正4年）3月、第12回総選挙でも再選された。第13回総選挙では次点で落選。1920年（大正9年）5月の第14回総選挙では三重県第9区から立憲政友会所属で出馬して当選し、衆議院議員に通算3期在任した。この間、政友会院内幹事、同幹事、同協議員などを務めた。
1924年6月、郷里の上北山村で死去した。

## 親族
- 妻 岩本トク（実業家山田才吉長女）[2]